# 袁家寧
袁家寧，GBS（JA，1953年12月29日—），於香港出生，是前香港特別行政區高等法院上訴法庭法官。她是前终审法院首席法官馬道立之妻。任法官前時香港執業大律師，於天博大律師事務所（Temple Chambers）執業。現在，兩人育有一名女兒。

## 年表
- 香港大學法學士 (1975年)
- 倫敦大學法學碩士(1976年)
- 倫敦法律書院（College of Law, London）畢業（1977年）
- 英國大律師資格（內殿律師學院，1977年）
- 香港大律師資格（1977年）
- 澳洲維多利亞省大律師資格（1982年）
- 新加坡大律師及律師資格（1990年）
- 香港高等法院原訟法庭法官（1997年）
- 香港高等法院上訴法庭法官（2002年）
- 香港法律改革委員會按條件收費小組委員會成員（2003年）
- 2023年12月15日 袁家寧正式退休
- 2024年7月1日獲授金紫荊星章
- 2024年4月 高院暫委法官

## 外部連結
- 袁家寧資料
- 法改會成員及職員:小組委員會:按條件收費（页面存档备份，存于）

1. ↑  Press Release - Judicial Appointment （页面存档备份，存于）, Hong Kong Government, 2002-05-03